# Старчиков, Степан Сергеевич
Степан Сергеевич Ста́рчиков (род. 18 августа 1958, Москва) — советский и российский актёр театра, кино и телевидения. Лауреат Государственной премии РСФСР им. братьев Васильевых (1985).

## Биография
Степан Старчиков родился в семье драматического актёра Сергея Седого (1907—1965), служившего в Малом театре и Театре Сатиры.
B 1980 году окончил Школу-студию МХАТ (руководитель курса — П. В. Массальский).
С 1983 года и до недавнего времени — актёр Театра им. Моссовета.
Участвует в спектаклях «Свободного проекта Ольги Анохиной». В последние несколько лет активно снимается в телесериалах.
- Первая жена — Лидия Викторовна Петракова (род. 1953), актриса театра Сатирикон.  С 1987 года замужем за актёром Константином Лавроненко.
- Вторая жена — Ирина.  Двое сыновей.

## Признание и награды
- Государственная премия РСФСР имени братьев Васильевых (1985) — за исполнение роли Селиверста Петровича Иевлева в телесериале «Россия молодая» (1981, 1982)

## Роли в театре
Театр имени Моссовета
- «Серебряный век»
- «Фрёкен Юлия» (Ян),
- «Инфанты» (Семён),
- «Человек как человек» — Махони
- «Белая гвардия» — Тальберг
- «Заповедник» — Михал Иваныч
- «Ошибки одной ночи» — Гастингс
- «Странная история доктора Джекила и мистера Хайда» — Сэр Денверс

«Свободный проект Ольги Анохиной»
- «Потоп» — О’Нейл
- «19-84» — О’Брайен

## Фильмография
1. 1970 — На дальней точке
2. 1982 — Однолюбы — врач
3. 1982 — Россия молодая — капитан-командор Сильвестр Петрович Иевлев
4. 1983 — Набат — Игорь Петрович, второй пилот
5. 1984 — Наследство — капитан на призывном пункте
6. 1984 — Прелюдия судьбы
7. 1984 — Парашютисты — капитан Алексей Волчик
8. 1985 — Слушать в отсеках — Казанцев
9. 1985 — Кармелюк — Кирилл
10. 1986 — Алый камень — Матвей Строганов, геолог
11. 1986 — Не имеющий чина - отец Митяя
12. 1986 — 55 градусов ниже нуля — Кузнецов Дмитрий Иванович, младший сын
13. 1986 — Моя революция 2-я серия
14. 1986 — Багдадские небеса 1-я серия
15. 1986 — Революцией призванный (фильм-спектакль)
16. 1987 — Раненые камни — большевик Антон
17. 1988 — Анна Петровна — Кочубей
18. 1988 — Дорога в ад — Алексей, водитель-дальнобойщик
19. 1988 — Гулящие люди — Бутурлин-сын
20. 1990 — Война на западном направлении
21. 1991 — Оружия Зевса
22. 1992 — Только не уходи — бывший муж
23. 1992 — Выстрел в гробу — Степан Суббота, специальный агент
24. 1992 — Сумасшедшая любовь — охранник психлечебницы
25. 1993 — Бравые парни — Серёга
26. 1994 — Рысь идёт по следу
27. 1995 — За что? (пол. Zа со? ; Россия, Польша) — казак Данило Лифанов
28. 1997 — Вор
29. 1999 — Московское гнездо (фильм-спектакль) — Павел Данилович Мухин
30. 1999 — У врат царства (фильм-спектакль)
31. 2001 — Не покидай меня, любовь — Пётр Толстых
32. 2001 — Львиная доля — заместитель директора ФСБ
33. 2001 — На углу, у Патриарших-2 — Меньшиков
34. 2002 — Черёмушки
35. 2002 — Пятый ангел — майор Заболотный
36. 2003 — Ундина — Куприянов, бизнесмен
37. 2003 — На углу, у Патриарших-3 — генерал ФСБ Иван Филиппович
38. 2004 — Ундина-2. На гребне волны — Куприянов, бизнесмен
39. 2004 — На углу, у Патриарших-4 — генерал ФСБ Иван Филиппович
40. 2004 — Кавалеры морской звезды — Анатолий
41. 2005 — Кармелита — Николай Астахов
42. 2005 — Звезда эпохи — театральный режиссёр Горчаков Николай Михайлович
43. 2005 — Две судьбы — 2 — Михаил Юсупов
44. 2006 — Две судьбы — 3 — Михаил Юсупов
45. 2006 — Ловушка (17 серия)
46. 2006 — Женские истории — Анатолий
47. 2007 — Мачеха — Юрий Симонов
48. 2007 — Королёв. Главный конструктор — эпизод
49. 2007 — Капкан — Вадим Моргунов
50. 2008 — Тайны дворцовых переворотов. Фильм 7-й. Виват, Анна Иоанновна! — Михаил Голицын
51. 2008 — Псевдоним «Албанец» 2 — Кочнев, полковник
52. 2008 — Две судьбы. Новая жизнь — Михаил Юсупов
53. 2008 — Взрослые игры — Юрий Симонов
54. 2008 — Повороты судьбы — Иван, охранник Лавровых
55. 2008 — Огонь любви — Александр Давыдов
56. 2008 — И всё-таки я люблю…
57. 2009 — Кармелита. Цыганская страсть — Николай Астахов
58. 2009 — Приказано уничтожить! Операция: «Китайская шкатулка» — Абакумов, Виктор Семёнович
59. 2009 — След — Леонид Синельников (266 серия)
60. 2009 — Золотая страна — отец Леры
61. 2009 — Кремлёвские курсанты — генерал-лейтенант Серёгин Виктор Андреевич — новый начальник училища
62. 2010 — Адвокатессы — прокурор по делу Семёнина
63. 2010—2011 — Институт благородных девиц — великий князь Константин Николаевич
64. 2011 — Наши соседи-2 — Павел
65. 2011 — Следственный комитет. Фильм 7: «Сенатор» — Алдаров, депутат
66. 2011 — СМЕРШ. Легенда для предателя — Абакумов
67. 2011 — Товарищи полицейские. Внутреннее расследование. «Инквизиторы». 11-я серия — Борис Андреевич Корнеев, генерал-майор, ректор института МВД
68. 2011—2012 — Катина любовь (все сезоны) — Фёдор, личный водитель Тимофея Фадеева
69. 2013—2014 — Тайны Института благородных девиц — великий князь Константин Николаевич
70. 2014 — Три звезды — Семён, предполагаемый отец Макса
71. 2014 — Лесник — Калмыков, начальник следственного управления
72. 2015 — Дельта. Продолжение — Сергей Евгеньевич Васильев, заместитель мэра (фильм № 12. «Ведьма»)
73. 2015 — Запретная любовь — Валерий Семёнович Губанов, замминистра
74. 2015 — Лондонград — Николай, тренер Сергея
75. 2016 — Гостиница «Россия» — Владимир Фёдорович Промыслов, председатель Мосгорисполкома
76. 2016 — Один против всех — генерал МВД Аверин
77. 2016 — Игра. Реванш — Виктор Викторович Горбунов, прокурор
78. 2017 — Притяжение — секретарь Совета Федерации
79. 2018 — Презумпция невиновности — Юрий Георгиевич Задорин, бизнесмен
80. 2018 — Света с того света — Бобрянский, клиент Светы
81. 2019 — СМЕРШ — Эркерт, немецкий генерал

## Озвучивание
- Легенды осени — Тристан Ладлоу (Брэд Питт)
- Телефонная будка — сержант Джон Коул (Ричард Т. Джонс)
- Ледниковый период — Мэнни
- Ночной дозор — закадровый голос
- Дневной дозор — закадровый голос
- Ледниковый период 2: Глобальное потепление — Мэнни
- Ледниковый период 3: Эра динозавров — Мэнни
- Ледниковый период: Гигантское Рождество — Мэнни
- Ледниковый период 4: Континентальный дрейф — Мэнни
- Ледниковый период: Погоня за яйцами — Мэнни
- Ледниковый период: Столкновение неизбежно — Мэнни
- «Крёстный отец», «Воин, обречённый на бой», «Левая рука тьмы», «День Шакала» — аудиокниги
- Воскресшие боги. Леонардо да Винчи — аудиокнига